# Reiz-Reaktions-Modell
Das Reiz-Reaktions-Modell oder Stimulus-Response- (S-R-) ist ein Modell der behavioristischen Psychologie, das Reiz und Reaktion nach Art des Black-Box-Modells verknüpft. Der Begriff Reiz bezeichnet hier nicht, wie in der Physiologie, ein diskretes physikalisches Ereignis, sondern sämtliche (relevanten) inneren und äußeren Reize einer gegebenen Situation.

## Anwendungsbereiche
In der Medienwirkungsforschung besagt das Modell, dass Medieninhalte von allen Rezipienten gleich wahrgenommen werden und in der Folge nahezu identische Reaktionen auslösen. Hierbei wird der Kommunikationsinhalt mit der Effektrichtung gleichgesetzt. Es handelt sich um eines der frühesten Modelle zur Medienwirkung, das in der Folge vielfach widerlegt worden ist (siehe z. B. These von der selektiven Zuwendung) und als überholt gelten kann.
In der Linguistik diente das behavioristische Stimulus-Response-Modell im amerikanischen Strukturalismus (Leonard Bloomfield) als Modell der Bedeutung sprachlicher Ausdrücke. Die Bedeutung selbst wird bestimmt als die Sprechsituation, in der sich jemand äußert, und die Reaktion des Hörers darauf. Da wesentliche Teile davon für den Linguisten nicht beobachtbar sind, wird die Bedeutung konsequenterweise als Gegenstand der linguistischen Analyse ausgeschlossen.
Indem Bloomfield durch das S-R-Modell den Zeichenverwender betont, bereitete er die Sprachpragmatik vor.
Kritisiert wird die Reduktion des Verhaltens auf ein Reiz-Reaktions-Modell schon für Tiere, da es das artspezifische spontane Tierverhalten nicht erkläre. Gegen die Reduktion menschlichen Sprachverhaltens auf ein S-R-Modell wird angeführt, dass diese behavioristische Hypothese nicht erklären könne, wie noch nie zuvor gehörte Zeichenverbindungen hergestellt oder verstanden werden können. Jedes „genuine Sprachsymbol“ sei schon nicht mit dem S-R-Modell zu erklären. Dieses können allenfalls verbale Standardassoziationen wie Vater – Mutter erklären.

## Varianten/Weiterentwicklungen
Wichtige Varianten und Weiterentwicklungen sind das Reiz-Reaktion-Konsequenz-Modell (stimulus-response-outcome) der instrumentellen Konditionierung, das Stimulus-Organism-Response-Konzept (S-O-R) sowie das SORKC-Modell.